# Anosia litoralis
Anosia litoralis är en fjärilsart som beskrevs av William Doherty 1891. Anosia litoralis ingår i släktet Anosia och familjen praktfjärilar. Inga underarter finns listade i Catalogue of Life.